# Desa Bungur (administrativ by i Indonesien, lat -8,17, long 111,28)
Desa Bungur är en administrativ by i Indonesien.   Den ligger i provinsen Jawa Timur, i den västra delen av landet, 500 km öster om huvudstaden Jakarta.